# Two-spirit

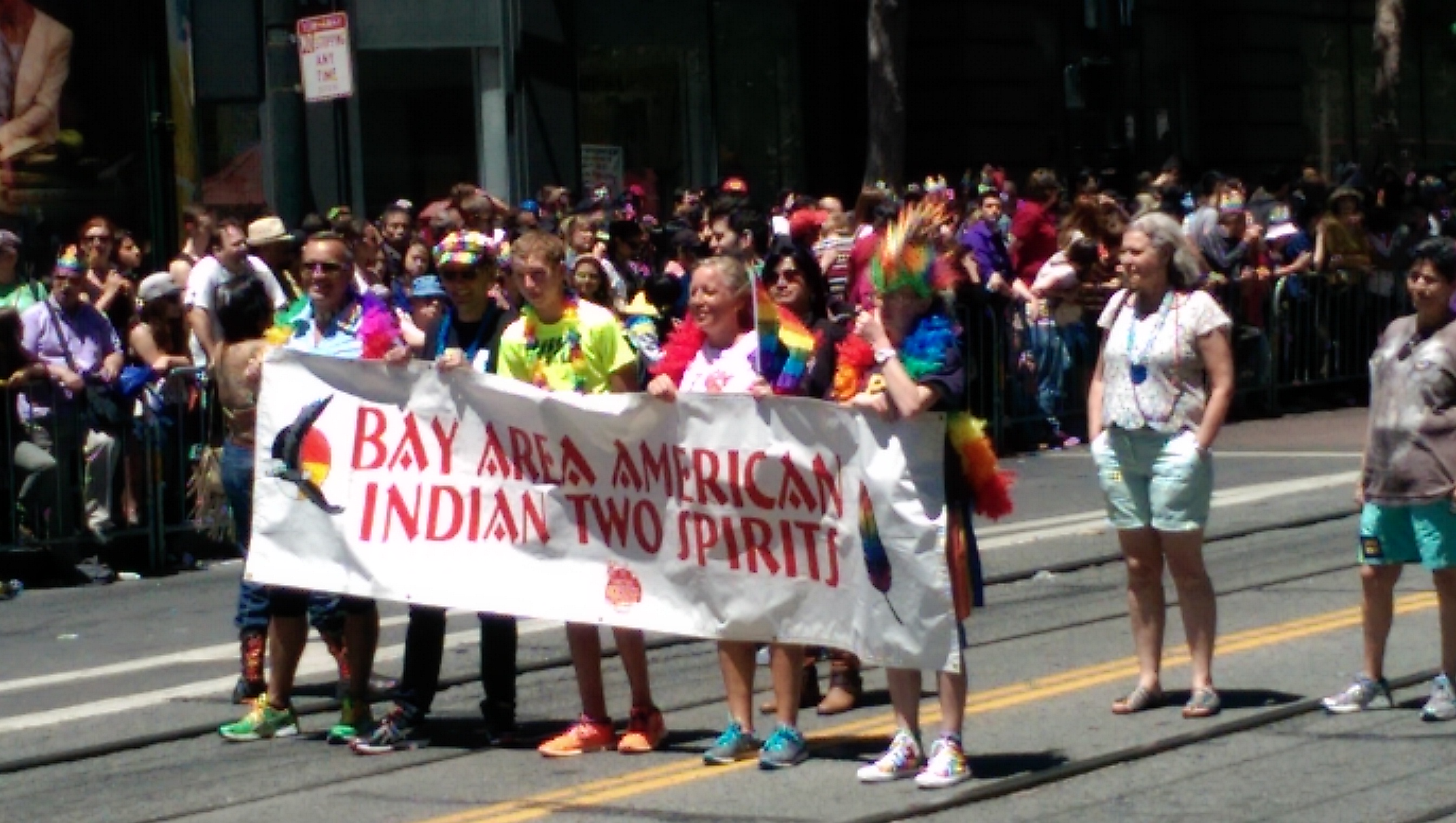
Two spirit-sektionen under San Francisco Pride 2014.

Two-Spirit (två andar) är ett samlingsbegrepp för personer som avviker från tvåkönsnormen och vill uppmärksammas bland ursprungsbefolkningen i Nordamerika.
En person som är two-spirit anses ha både en manlig och en kvinnlig ande.
Termen myntades i början av 1990-talet, och används ofta, men inte alltid, bland amerikanska ursprungsfolk som ett alternativ till västerländska termer för homosexuella, lesbiska, bisexuella eller transpersoner.
Personer som är two-spirit har traditionellt haft viktiga roller i samhället. Termen two-spirit kompletterar äldre namn för samma fenomen. Till exempel "winkte" bland Lakota och "nadleeh" bland Navajo-folket.
Det anses inte lämpligt att personer som inte är ursprungsfolk använder termen om sig själva.